# John’s Children
John’s Children waren eine englische Rockband, die von 1966 bis 1968 bestand. Sie werden als Vorläufer sowohl des Glam Rock als auch des Punk-Rock eingestuft. Seit Mitte der 1990er-Jahre traten sie gelegentlich wieder auf.

## Bandgeschichte
1965 gründeten Chris Townson (* 24. Juli 1947 in Battersea, London;  † 10. Februar 2008 ebd.; Schlagzeug) und Andy Ellison (* 5. Juli 1946 in Finchley, London; Gesang) in Leatherhead, England, die Band Clockwork Onions, die sich später The Few und schließlich The Silence nannten. The Silence bestand aus Townson, Ellison, Geoff McClelland (Gitarre) und John Hewlett (Bass).
Mitte 1966 traf Townson in Südfrankreich  Simon Napier-Bell, den Manager der Yardbirds. Townson überredete Napier-Bell, sich The Silence anzusehen. Napier-Bell nahm die Band unter Vertrag, obwohl er sich eher negativ über sie äußerte. Er gab ihnen den neuen Namen John’s Children, nach dem Bassisten der Band, den er so – trotz seiner eher mäßigen Fähigkeiten am Instrument – an die Gruppe binden wollte. Napier-Bell steckte die Jungs in weiße, unschuldig anmutende Outfits, die in krassem Gegensatz zu ihrer Bühnenshow standen: sie imitierten Schlägereien mit Kunstblut und zerstörten ihre Instrumente. Townson bezeichnete ihre Show später als "Theater", "Anarchie" und "Zerstörung".
John’s Children bekamen einen Plattenvertrag bei  Columbia Records, der Plattenfirma der Yardbirds. Ihre erste Single The Love I Thought I'd Found erschien im Oktober 1966 in Großbritannien, im Dezember unter dem Namen Smashed Blocked in den Vereinigten Staaten. Die Aufnahme war mit Studiomusikern eingespielt worden, da Napier-Bell kein Vertrauen in das musikalische Talent seiner Band hatte.  Die Single gehört zu den ersten Aufnahmen des psychedelischen Rock und schaffte es in die unteren Regionen  der amerikanischen Billboard Hot 100, in regionalen Charts in Florida und Kalifornien sogar in die Top 10.
Die zweite Single Just What You Want – Just What You'll Get, wieder mit Studiomusikern aufgenommen (Jeff Beck spielte Gitarre auf der B-Seite),  erschien im Februar 1967 und erreichte die britischen Top 40. Die Aufnahme für die dritte Single Not the Sort of Girl (You'd Like to Take to Bed) wurde von Columbia abgelehnt, woraufhin John’s Children zu Track Records wechselten, bei denen auch The Jimi Hendrix Experience und The Who unter Vertrag waren.
Auf Nachfrage ihrer amerikanischen Plattenfirma White Whale Records nahmen John’s Children im Studio das Album Orgasm auf, das aufgepeppt mit Applaus vom Beatles-Film A Hard Day's Night wie ein Live-Album erscheinen sollte; zudem sollte der Applaus einen großen Erfolg der Band in Europa vortäuschen. Auf Druck der Töchter der Amerikanischen Revolution blieb das Album jedoch wegen seines Titels bis 1970 unveröffentlicht.
Im März 1967 ersetzte Marc Bolan den Gitarristen McClelland. Bolan schrieb einige Songs für John’s Children, darunter die nächste Single Desdemona, die wegen des Refrains "Lift up your skirt and fly" (dt. "Heb deinen Rock hoch und fliege") von der BBC nicht ausgestrahlt wurde. Bolan blieb nur wenige Monate bei John’s Children, trug jedoch nicht unwesentlich zu ihrem "Böse Buben"-Image bei, indem er bei Live-Auftritten mit einer Kette um sich schlug.
Im April 1967 gingen John’s Children als Vorgruppe von The Who auf Tour durch Deutschland. Ihre Show verursachte Tumulte und drohte, The Who die Schau zu stehlen. Nach einem chaotischen Auftritt in Ludwigshafen am Rhein wurden sie nach Hause geschickt. Trotz dieser Spannungen wurde Drummer Townson im Juni als Ersatz für Keith Moon gerufen, der sich verletzt hatte. Bei seinem letzten Einsatz für The Who kam die Rache für Ludwigshafen: am Ende des Konzerts flog ihm ein Feuerwerk um die Ohren und blies ihn förmlich von der Bühne.
Nachdem Bolan im Juni 1967 die Band verlassen hatte, erschienen noch zwei weitere Singles, Come and Play with Me in the Garden (eine Neuaufnahme der B-Seite von Desdemona mit neuem Text) und Go Go Girl (geschrieben von Marc Bolan, der das Stück später mit Tyrannosaurus Rex als Mustang Ford herausbrachte). Eine letzte Aufnahme erschien als B-Seite von It’s Been a Long Time, einer Solo-Single von Andy Ellison. Nach einer letzten Tour in Deutschland lösten sich John’s Children 1968 auf.
Ellison versuchte eine Solo-Karriere, bevor er 1974 die Gruppe Jet gründete, die später unter dem Namen Radio Stars auftrat. Townson gründete zunächst die Band Jook, bevor er sich Ellison bei Jet und Radio Stars anschloss. In den späten 1970ern kehrte er dem Musikgeschäft den Rücken und war als Illustrator und Sozialarbeiter tätig. Ab den 1990ern gab es wieder gelegentliche Auftritte von John’s Children und Radio Stars. Townson starb am 10. Februar 2008.

## Diskografie

### Singles
- "The Love I Thought I'd Found" / "Strange Affair" (Oktober 1966)
- "Just What You Want – Just What You'll Get" / "But She's Mine" (Februar 1967)
- "Desdemona" / "Remember Thomas à Becket" (Mai 1967)
- "Midsummer Night's Scene" / "Sara Crazy Child" (Juni 1967, unveröffentlicht)
- "Come and Play with Me in the Garden" / "Sara Crazy Child" (Juli 1967)
- "Go Go Girl" / "Jagged Time Lapse" (Oktober 1967)
- "It's Been A Long Time" / "Arthur Green" (Dezember 1967, Solo-Single von Andy Ellison, John’s Children auf der B-Seite)

### Alben
- Orgasm (aufgenommen 1967, veröffentlicht September 1970)
- Music For the Herd of Herring (John’s Children/Jet/Radio Stars – live 2001)
- Black & White (Juni 2011)

### Kompilationen
- A Midsummer Night's Scene (1988)
- Smashed Blocked! (1997)
- Jagged Time Lapse (1997)
- John’s Children (EP, 1999)
- The Complete John’s Children (2002)

### Sonstige Veröffentlichungen
- "Incredible Sound Show Stories Vol.5 – Yellow Street Boutique" (Sampler mit Aufnahmen von "The Silence")